# Bacteriorodopsina
La bacteriorodopsina és una proteïna utilitzada pels microorganimes Archaea, essent els més notables d'entre aquests que l'utilitzen els Halobacteria. Actua com una bomba de protons; és a dir, que captura l'energia de la llum i la fa servir per moure els protons a través de la membrana i fora de la cèl·lula. El gradient de protons resultant després es converteix en energia química.

## Estructura

Canvi de conformació

La bacteriorodopsina és una proteïna de membrana integral que normalment es troba en dues formes cristal·lines de dues dimensions conegudes com a "membrana porpra" (purple membrane), que pot ocupar prop del 50% de l'àrea de superfície d'una cèl·lula Archaea. L'element repetitiu de la xarxa hexagonal lattice està compost de tres cadenes de proteïnes idèntiques, cadascuna gira 120 graus respecte a les altres. Cada cadena té set transmembranes alfa hèlix i conté una molècula de retinal.